# 伊曼紐爾冰川
伊曼紐爾冰川是南極洲的冰川，位於維多利亞地的斯科特海岸，處於皇家學會嶺地區，發源自李斯德山，最終注入費拉爾冰川。
77°55′S 162°6′E / 77.917°S 162.100°E